# 復興局
復興局（ふっこうきょく）は、2012年（平成24年）2月施行の復興庁設置法17条に基づいて設置された、復興庁（北緯35度40分23.1秒 東経139度44分52.9秒 / 北緯35.673083度 東経139.748028度）の地方機関である。

## 概要
復興局は、復興庁の所掌事務の一部を分掌し、東日本大震災からの復興事業に関して管轄区域内において各行政機関や関係民間企業と協議・調整を行うことを任務とする。
本局は特に被害の大きかった3県に置かれており、各復興局には2箇所ずつ支所がある（本局・支所いずれかは県庁所在地に設置）。各復興局には担当の副大臣・大臣政務官が置かれ、その下に復興局長、次長、事務組織が置かれる。
福島復興局には、復興局、除染を担当する環境省福島地方環境事務所、避難指示区域の再編等を担当する原子力災害現地対策本部（オフサイトセンター）を統括する福島復興再生総局が置かれている。

## 沿革
- 2011年（平成23年）
  - 3月11日 - 東北地方太平洋沖地震（東日本大震災）が発生。
  - 12月9日 - 復興庁設置法が成立[2]。
- 2012年（平成24年）
  - 2月10日
    - 復興庁設置法施行。
    - 復興庁設置。
- 2013年（平成25年）12月3日 - 福島復興局に帰還環境整備センターが開設された（福島県双葉郡川内村）[3]。
- 2016年（平成28年）3月31日 - 青森事務所が閉鎖。[4]
- 2017年（平成29年）5月30日 - 福島復興局の帰還環境整備センターが川内村から富岡町に移転。
- 2018年（平成30年）3月31日 - 茨城事務所が閉鎖。[5]
- 2019年（令和元年）5月7日 - 福島復興局いわき支所をいわき市から富岡町に移転し富岡支所に名称変更。福島復興局南相馬支所を南相馬市から浪江町に移転し浪江支所に名称変更。[6]
- 2021年（令和3年）4月1日 - 
  - 岩手復興局を盛岡市から釜石市、宮城復興局を仙台市から石巻市へ移転。旧復興局本部はそれぞれ盛岡支所、仙台支所に名称変更。
  - 福島復興局の帰還環境整備センターが帰還・移住等環境整備センターに名称変更。

## 一覧
| 名称                          | 管轄区域 | 設置     | 設置                                   | 設置                          |
| 名称                          | 管轄区域 | 都市     | 位置                                   | 期間                          |
| ----------------------------- | -------- | -------- | -------------------------------------- | ----------------------------- |
| 青森事務所                    | 青森県   | 八戸市   | 北緯40度30分31.7秒 東経141度26分28.9秒 | 2012年2月10日 - 2016年3月31日 |
| 岩手復興局                    | 岩手県   | 釜石市   | 北緯39度15分59.2秒 東経141度53分7.2秒  | 2012年2月10日 -               |
| └盛岡支所                     | 岩手県   | 盛岡市   | 北緯39度42分14.2秒 東経141度8分55.3秒  | 2012年2月10日 -               |
| └宮古支所                     | 岩手県   | 宮古市   | 北緯39度38分32.1秒 東経141度57分3.1秒  | 2012年2月10日 -               |
| 宮城復興局                    | 宮城県   | 石巻市   | 北緯38度26分42.2秒 東経141度17分20.5秒 | 2012年2月10日 -               |
| └仙台支所                     | 宮城県   | 仙台市   | 北緯38度15分50.9秒 東経140度52分19.3秒 | 2012年2月10日 -               |
| └気仙沼支所                   | 宮城県   | 気仙沼市 | 北緯38度54分12.9秒 東経141度34分16.6秒 | 2012年2月10日 -               |
| 福島復興局                    | 福島県   | 福島市   | 北緯37度45分14.4秒 東経140度27分48.5秒 | 2012年2月10日 -               |
| └富岡支所                     | 福島県   | 富岡町   | 北緯37度20分23.6秒 東経141度0分41.8秒  | 2012年2月10日 -               |
| └浪江支所                     | 福島県   | 浪江町   | 北緯37度29分32.4秒 東経140度59分27.8秒 | 2012年2月10日 -               |
| └帰還・移住等環境整備センター | 福島県   | 富岡町   | 北緯37度20分43.4秒 東経141度0分31.7秒  | 2013年12月3日 -               |
| 茨城事務所                    | 茨城県   | 水戸市   | 北緯36度22分38.8秒 東経140度28分37.2秒 | 2012年2月10日 - 2018年3月31日 |

## 事務組織
- 岩手復興局（岩手県釜石市）
  - 総括
    - 総括班

  - 事業推進・交付金
    - まちづくり推進・利活用班

  - 産業・観光振興
    - 企業支援・観光班

  - 盛岡支所（岩手県盛岡市）
    - 調整
      - 調整班

  - 宮古支所（岩手県宮古市）
    - 被災者支援
      - 被災者・人的支援班
- 宮城復興局（宮城県石巻市）
  - 企業連携推進室
  - 総括
    - 総括班
    - 庶務・会計班

  - 被災者支援
    - 被災者支援・原子力災害復興班

  - 事業推進・交付金
    - まちづくり推進・利活用班

  - 産業・観光振興
    - 産業支援・観光班
    - 企業連携推進室

  - 仙台支所（宮城県仙台市）
  - 気仙沼支所（宮城県気仙沼市）
- 福島復興局（福島県福島市）
  - 総括
    - 総括班

  - 横断的復興制度
    - 企画班
    - 特区班
    - 交付金班
    - 帰還・再生班
    - 移住・定住班

  - 復興支援・個別自治体
    - 地域班

  - 富岡支所（福島県双葉郡富岡町）
  - 浪江支所（福島県双葉郡浪江町）
  - 帰還・移住等環境整備センター（福島県双葉郡富岡町）